# 海棠叶梾木
海棠叶梾木（学名：[Swida poliophylla var. malifolia] 错误：{{Lang}}：文本有斜体标记（帮助））为山茱萸科梾木属下的一个变种。

## 扩展阅读
- 維基物種上的相關：海棠叶梾木